# Килеса, Вячеслав Владимирович
Вячеслав Владимирович Килеса (25 ноября 1949, г. Белогорск) — крымский писатель. На третьем международном Тернопольском книжном форуме в номинации «Универсальность художественного мировоззрения» книга Килесы В. В. «Истории, рассказанные вчера» получила диплом «Лучшая книга 2005 года». Заслуженный юрист Автономной Республики Крым.

## Биография
Родился 25 ноября 1949 года в городе Белогорске Крымской области в семье рабочего.
Закончил исторический (1972 год) и юридический (1988 год) факультеты Одесского государственного университета им. И. И. Мечникова. Ученик известных историков В. С. Алексеева-Попова (г. Одесса) и М. Я. Гефтера (г. Москва).
В 1970 — 72 годах вместе с Глебом Павловским (в настоящее время — политолог, директор «Фонда эффективной политики»), Ольгой Ильницкой (в настоящее время — русский поэт и писатель), Константином Ильницким, Игорем Иванниковым, Ириной Никаноровой был участником одесского студенческого кружка-коммуны «Сид» («Субъект исторической деятельности»). Примыкал к одесскому диссидентскому движению, возглавляемому Вячеславом Игруновым (позже — депутат первого-третьего созывов Государственной Думы, директор Института гуманитарно-политических исследований). Под псевдонимом «Вячеслав Витязев» участвовал в Самиздате. Получил известность в Самиздате написанной в 1975 году мемуарно-публицистической книгой «Сид». Работал командиром мотострелковой роты (г. Тирасполь), матросом-спасателем (г. Белогорск), библиотекарем, научным сотрудником музея, преподавателем школы, училища, техникума (города Александров — Киржач), начальником инспекции по делам несовершеннолетних Белогорского РОВД в 1979—1995 годах. С 1990 по 1995 год — депутат Белогорского городского Совета народных депутатов, с 1996 по 1999 год — помощник депутата Верховного Совета Крыма Каражова Г. И.
С 1999 года по 2011 год — начальник управления по правовой и кадровой работе Министерства экономики Автономной Республики Крым. Проживает в городе Симферополе.
В 2000 году биография Килеса В. В. включена в сборник «Пятьсот замечательных личностей Крыма».
Член Национального союза писателей Украины, Союза писателей России, Международного Союза писателей СНГ, РОО «Союз писателей Крыма», Союза писателей Северной Америки, Союза русскоязычных писателей Болгарии. Главный редактор газеты «Литературный Крым». Председатель РОО «Союз писателей Крыма».

## Творчество
Публиковался в журналах «Наш современник», «Кольцо А», «Литературные знакомства», «Лиффт», «Роман-газета», «Московский вестник»", «Ступени» (Москва), «Метаморфозы» (Гомель, Белоруссия), «Радуга», «Искатель» (г. Киев), «Барабан Страдивари» (Израиль), «Отражение», «Содружество» (София, Болгария), «Гостиная» (Филадельфия, США), «Огни Кузбасса» (Кемерово), «Нижний Новгород», «Арина», «Земляки» (Нижний Новгород), «Причал» (Ярославль), «Новый енисейский литератор», «На енисейской волне», «Енисейка» (Красноярск), «Пять стихий» (г. Горловка, ДНР), «Рукопись» (Ростов-на-Дону), «Сибирь» (Иркутск), «Параллели» (Самара), «Балтика» (г. Калининград), «Саровская пустынь» (г. Саров), «Алые паруса», «Фанданго», «Черное море», «Ковчег-Крым», «Литературный детский мир», «Крымуша», «Крым», «Брега Тавриды», «Белая скала» (Симферополь), еженедельной русскоязычной газете «Новый Меридиан» (США, Нью Йорк), Журнал «Эмигрантская лира» (Бельгия, Льеж), «Клаузура» (Петербург), «Берега» (Калининград), «Орлита» (Филадельфия, США), «Фабрика литературы» (Киев), «Огни над Бией» (Бийск), «Пять стихий» (Горловка), «Сура» (Пенза), «Петровский мост» (Липецк), «Свет столицы» (Москва). Альманах «Таврида» (Симферополь), «Вдохновение» (Уфа), «Петербург» (Санкт-Петербург), «Тургеневский бережок» (Орел), «Новый российский писатель», «Небожители подвала», «У Никитских ворот» (Москва). Евразийский журнальный портал «Мегалит» (Москва), еженедельник «Пражский телеграф» (Прага). Газета «Крымское эхо», (Симферополь) «Российский писатель», «Независимая» (Москва), литературных сборниках.
Автор книг «Сказки бабушки Даши», «Калейдоскоп», «Хроника одной семьи», «Провинциальные рассказы», «Наша вся жизнь» (под псевдонимом «Вячеслав Сергеев»), «Весенний снег», «Провинциальные рассказы», «Истории, рассказанные вчера», «Лестница любви», «Оглянуться, остановиться», «Сид», "Детективное агентство «Аргус», «Юлька в стране Витасофии», «Белогорский РОВД».
Лауреат литературной премии НСПУ имени В. Короленко (2005 г.), премии Автономной Республики Крым в номинации «Литература. Работы для детей и юношества» (2009 г.). Заслуженный юрист Автономной Республики Крым.